# Belvisia
Belvisia es un género de helechos perteneciente a la familia  Polypodiaceae.

## Taxonomía
Belvisia fue descrito por Charles-François Brisseau de Mirbel y publicado en Histoire Naturelle des Végétaux, Classés par Familles 5: 473. 1802. La especie tipo es: Belvisia spicata (L. f.) Mirb.

## Especies
- Belvisia annamensis (C. Chr.) S.H. Fu
- Belvisia glauca (Copel.) Copel.
- Belvisia henryi (Hieron. ex C. Chr.) Raymond
- Belvisia hymenolepioides (H. Christ) Ching
- Belvisia mucronata (Fée) Copel.
- Belvisia novoguineensis (Rosenst.) Copel.
- Belvisia platyrhynchos (Kunze) Copel.
- Belvisia spicata (L. f.) Mirb.
- Belvisia validinervis (Kunze) Copel.